# Kiss of the Damned
Pour plus de détails, voir Fiche technique et Distribution.
Kiss of the Damned est un film d'horreur américain écrit et réalisé par Alexandra Cassavetes, sorti en 2013.

## Synopsis
Deux sœurs vampires vivent séparément dans une immense maison d'été dans le Connecticut. L'une d'entre elles a une liaison avec un scénariste qui souhaite la rejoindre dans l'immortalité. Mais l'autre sœur arrive dans leur existence et amène le chaos. Sa présence va anéantir peu à peu leur couple. 

## Fiche technique
- Titre original : Kiss of the Damned
- Réalisation : Alexandra Cassavetes
- Scénario : Alexandra Cassavetes
- Production : Jen Gatien, Alex Orlovsky
- Musique du film : Steven Hufsteter
- Photographie : Tobias Datum
- Montage : Taylor Gianotas, John F. Lyons
- Casting : Kerry Barden, Paul Schnee
- Décors : Chris Trujillo, Daniel R. Kersting et Ian Salter
- Costumes : Audrey Louise Reynolds
- Cascades : Anthony Vincent
- Société de production : Bersin Pictures, Deerjen Films, Venture Forth, Verisimilitude
- Société de distribution : Magnet Releasing
- Format : couleur - 2,35:1 - Dolby Digital
- Pays d'origine : États-Unis
- Genre : film d'horreur
- Durée : 97 minutes
- Date de sortie :
  -  États-Unis : 3 mai 2013

## Distribution
- Joséphine de La Baume : Djuna
- Milo Ventimiglia : Paolo
- Roxane Mesquida : Mimi
- Anna Mouglalis : Xenia
- Michael Rapaport : Ben
- Riley Keough : Anne
- Ching Valdes-Aran : Irene
- Juan Luis Acevedo : Dimitry
- Jay Brannan : Hans
- Jonathan Caouette : Anton
- Tiarnie Coupland : Young Mimi
- Megumi Haggerty : Teen
- Caitlin Keats : Rebecca
- Haley Kotch : Teen
- Victor Kubicek : Alex
- Andrew Kufta
- Alexia Landeau : Emily
- Olivia Lauletta : Djuna jeune
- Chris Meyer : Jack
- Jay Montepare : Partygoer

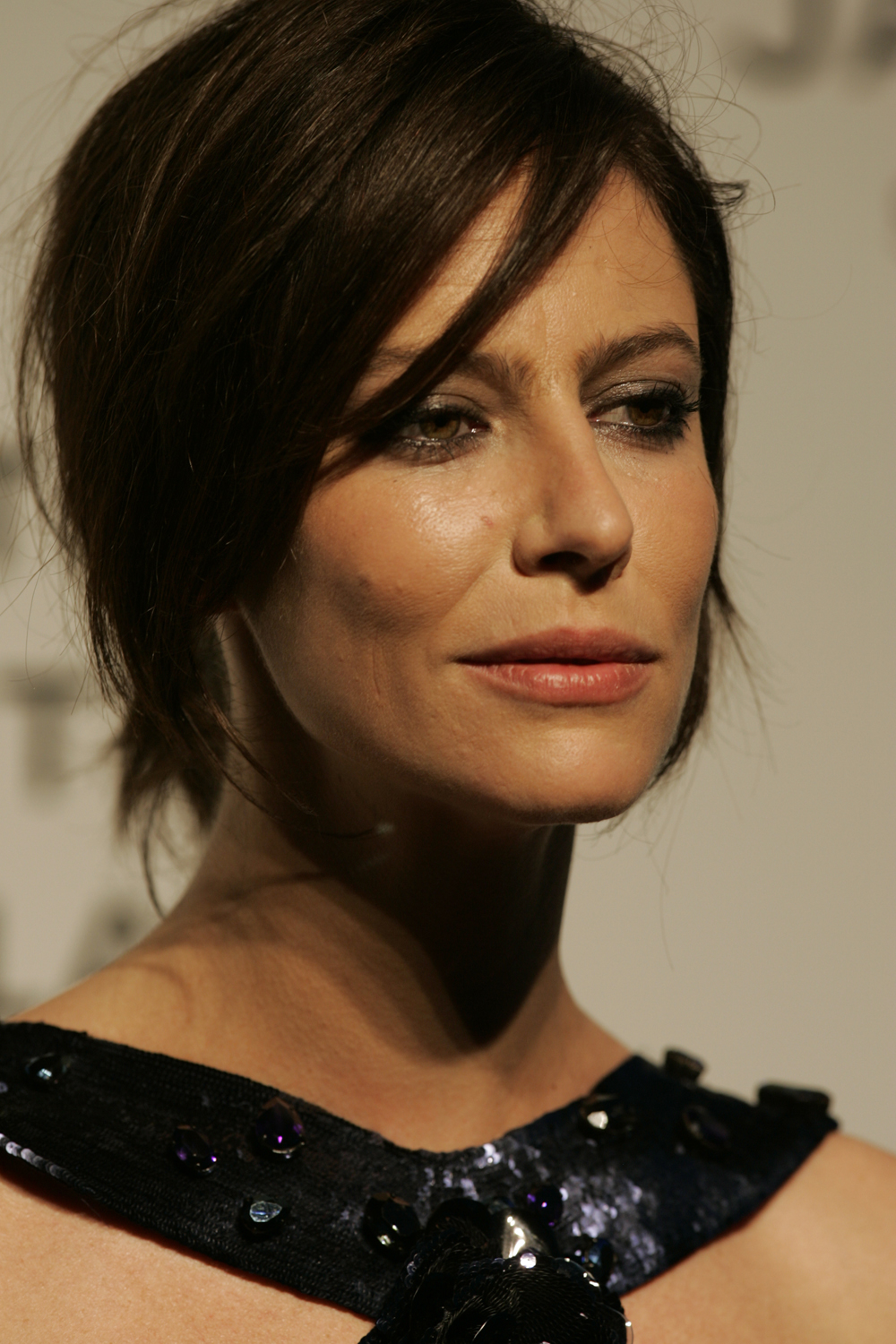
L'actrice française Anna Mouglalis, l'année de sortie du film.

- Tara Mossberg : la femme blonde du supermarché
- Taryn Reif : Tan Girl
- Peter Vack : Adam
- Stephen Winter : Winter

## Distinctions

### Récompense
- Festival européen du film fantastique de Strasbourg 2013 : Meilleur film

### Nominations et sélections
- Festival international du film fantastique de Gérardmer 2014